# Shellenius grisea
Shellenius grisea är en insektsart som först beskrevs av Fowler 1900.  Shellenius grisea ingår i släktet Shellenius och familjen Derbidae. Inga underarter finns listade i Catalogue of Life.